# Aradi Fáklya
Az Aradi Fáklya az első világháború után Aradon megjelent politikai, kritikai és riport-hetilap.
1919 januárjában indult, szerkesztője Lits Antal és Solymos Ferenc. Megszűnt 1925 áprilisában. Jellegét a társasági szenzációkeresés adja meg, mégis betöltött irodalmi-művészeti hivatást is: gyakran közölte Szántó György, Somlyó Zoltán, Sipos Iván, Fekete Tivadar, Pásztor Árpád írásait, alkalmat adott fiatal írók elindulására, s neves magyar írók munkáit népszerűsítette. Beszámolt Bartók Béla aradi hangversenyéről (1924. szeptember 27.) és rendszeresen tájékoztatott a színházi életről.